# Erkki Seppänen
Pour les articles homonymes, voir Seppänen.
Erkki Seppänen est le chanteur de KYPCK, d'origine finlandaise, parlant couramment le russe.

## Galerie

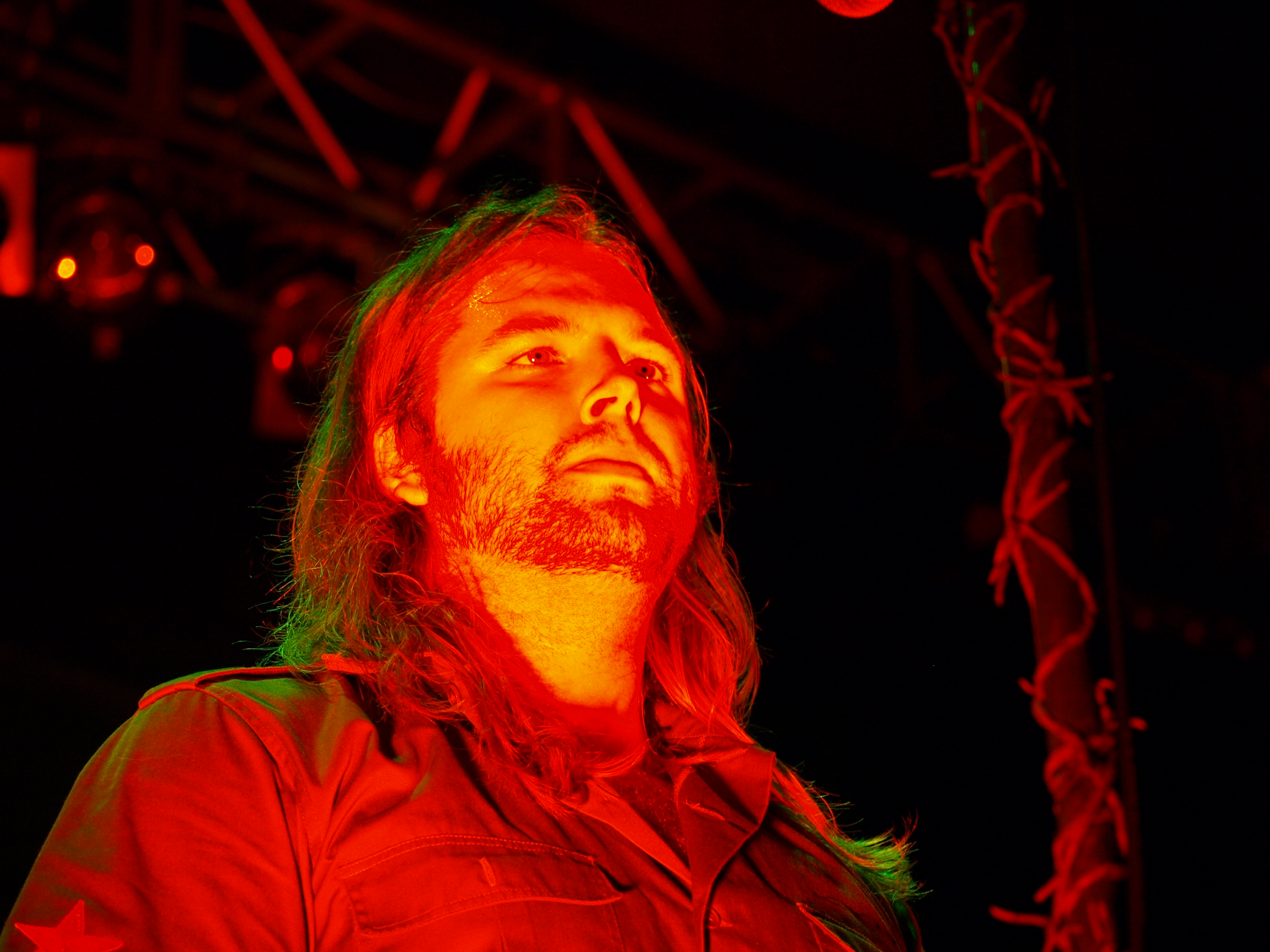
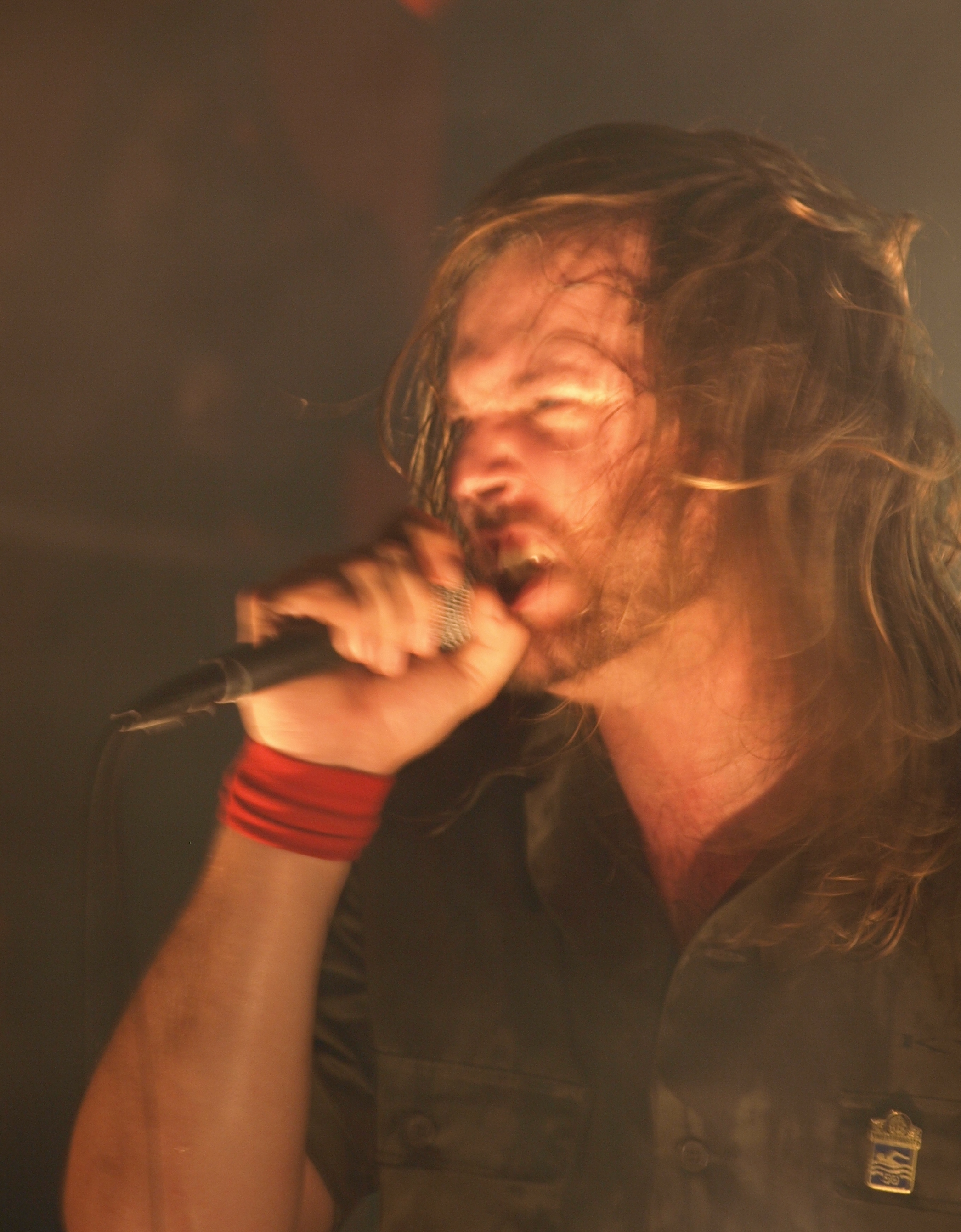
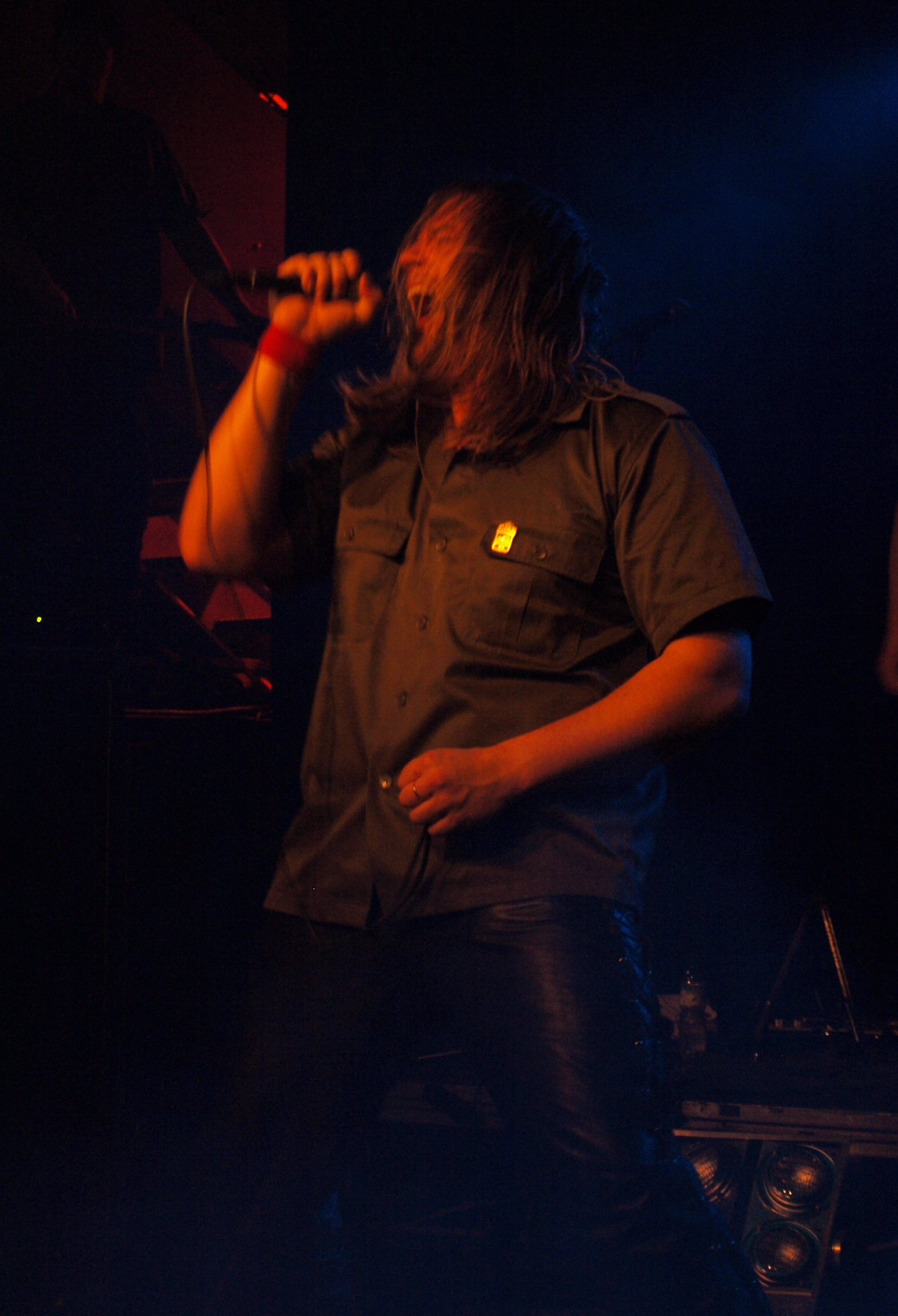